# جمال بلالم
جمال بلالم (من مواليد 12 أغسطس 1993) هو لاعب كرة قدم جزائري يلعب كلاعب وسط لنادي مولودية البيض في الرابطة الجزائرية المحترفة الأولى.

## روابط خارجية
- جمال بلالم على موقع قاعدة بيانات كرة القدم.إي يو (الإنجليزية)
- جمال بلالم على موقع Soccerway.com (الإنجليزية)